# Travanca do Mondego
Travanca do Mondego é uma localidade portuguesa do  município de Penacova.
Foi sede da Freguesia de Travanca do Mondego extinta em 2013, no âmbito de uma reforma administrativa nacional, tendo sido agregada à Freguesia de Oliveira do Mondego, para formar uma nova freguesia denominada União das Freguesias de Oliveira do Mondego e Travanca do Mondego.
O dia da freguesia comemorava-se a 25 de Julho, dia de São Tiago Maior.

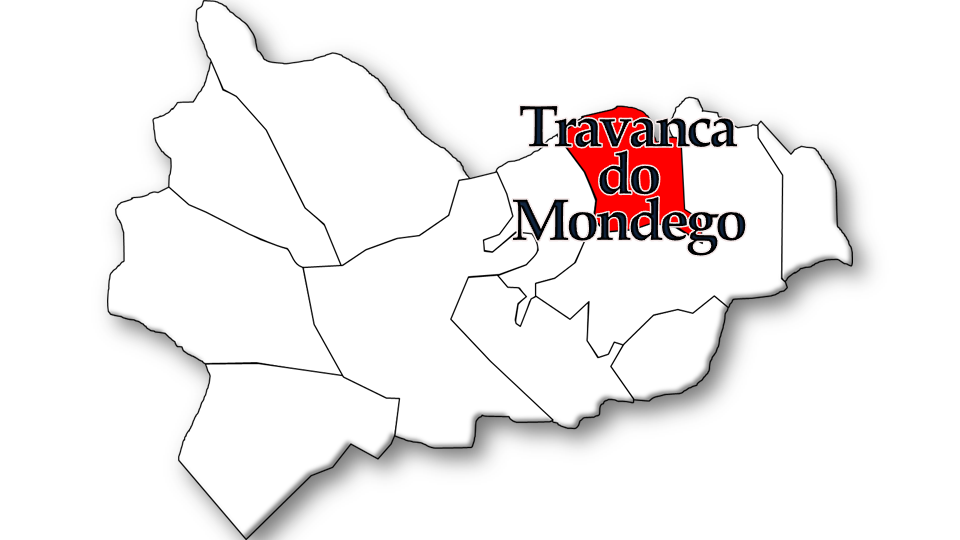
Localização no Município de Penacova

## População
| População da freguesia de Travanca do Mondego | População da freguesia de Travanca do Mondego | População da freguesia de Travanca do Mondego | População da freguesia de Travanca do Mondego | População da freguesia de Travanca do Mondego | População da freguesia de Travanca do Mondego | População da freguesia de Travanca do Mondego | População da freguesia de Travanca do Mondego | População da freguesia de Travanca do Mondego | População da freguesia de Travanca do Mondego | População da freguesia de Travanca do Mondego | População da freguesia de Travanca do Mondego | População da freguesia de Travanca do Mondego | População da freguesia de Travanca do Mondego | População da freguesia de Travanca do Mondego |
| --------------------------------------------- | --------------------------------------------- | --------------------------------------------- | --------------------------------------------- | --------------------------------------------- | --------------------------------------------- | --------------------------------------------- | --------------------------------------------- | --------------------------------------------- | --------------------------------------------- | --------------------------------------------- | --------------------------------------------- | --------------------------------------------- | --------------------------------------------- | --------------------------------------------- |
| 1864                                          | 1878                                          | 1890                                          | 1900                                          | 1911                                          | 1920                                          | 1930                                          | 1940                                          | 1950                                          | 1960                                          | 1970                                          | 1981                                          | 1991                                          | 2001                                          | 2011                                          |
| 571                                           | 661                                           | 680                                           | 669                                           | 533                                           | 473                                           | 421                                           | 462                                           | 515                                           | 481                                           | 441                                           | 701                                           | 519                                           | 537                                           | 421                                           |

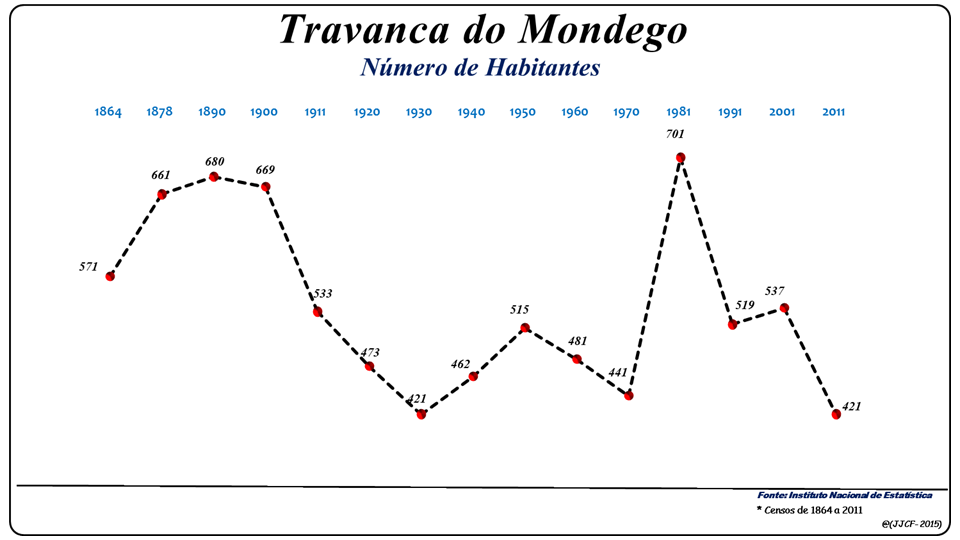
Evolução da População (1864 / 2011)

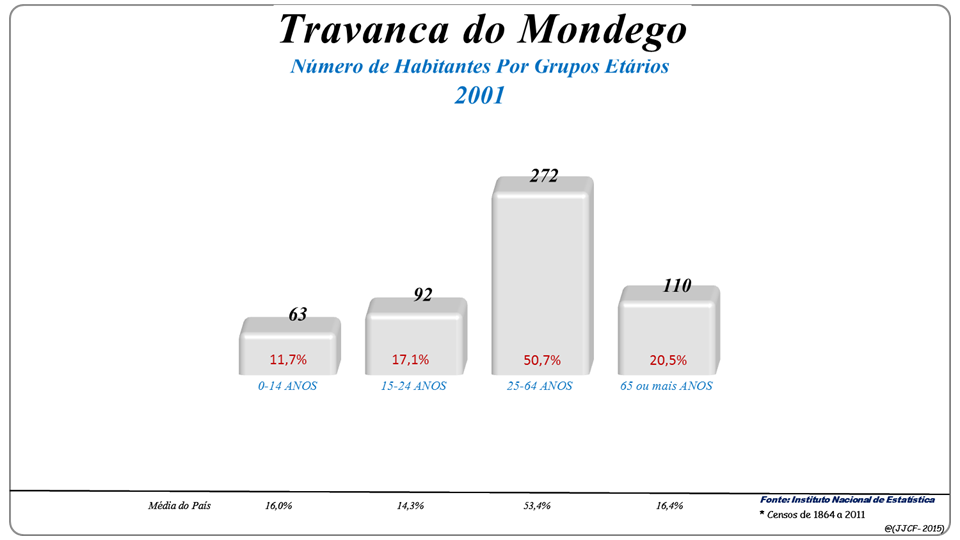
Grupos Etários (2001 e 2011)

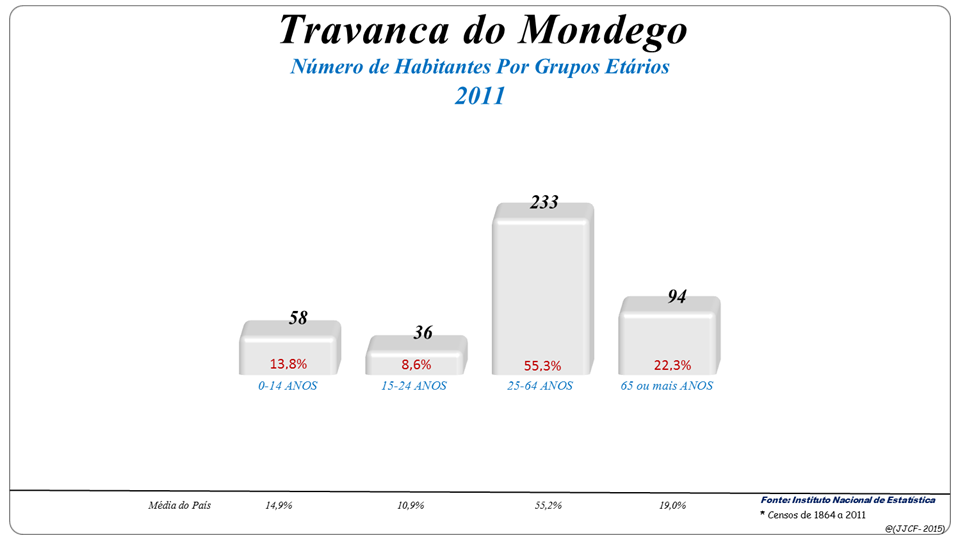
Grupos Etários (2001 e 2011)

A população da extinta Freguesia de Travanca do Mondego era distribuída pelos seguintes lugares:
- Aguieira
- Azinhaga da Vinha
- Covais
- Coval
- Lagares
- Portela
- Conchada
- Travanca do Mondego
- Tojeira